# Territorialprälatur São Félix
Die Territorialprälatur São Félix (lat.: Territorialis Praelatura Sancti Felicis) ist eine in Brasilien gelegene römisch-katholische Territorialprälatur mit Sitz in São Félix do Araguaia im Bundesstaat Mato Grosso. 

## Geschichte
Die Territorialprälatur São Félix wurde am 13. Mai 1969 durch Papst Paul VI. mit der Apostolischen Konstitution Quo commodius aus Gebietsabtretungen der Territorialprälaturen Cristalândia, Registro do Araguaia und Santíssima Conceição do Araguaia errichtet und dem Erzbistum Cuiabá als Suffragan unterstellt.

## Prälaten von São Félix
- Pedro Casaldáliga CMF, 1971–2005
- Leonardo Ulrich Steiner OFM, 2005–2011, dann Weihbischof in Brasília
- Adriano Ciocca Vasino, 2012–2024
- Lucio Nicoletto, seit 2024